# Александров, Михаил Ефимович
Михаи́л Ефи́мович Алекса́ндров (14 сентября 1919 года — 15 августа 1944 года) — участник Великой Отечественной войны, пулемётчик 1293-го Краснознамённого стрелкового полка 160-й стрелковой дивизии 70-й армии 1-го Белорусского фронта, Герой Советского Союза (24.03.1945), ефрейтор.

## Биография
Родился 14 сентября 1919 года в деревне Галеевка (ныне — Починковского района Смоленской области) в семье крестьянина. Русский. После окончания семилетней школы работал в колхозе.
В Красной армии с июля 1940 года.
Участник Великой Отечественной войны, на фронте с мая 1942 года. Воевал на Западном, затем на 1-м Белорусском фронтах.
22 июля 1944 года ефрейтор Александров при форсировании реки Западный Буг южнее города Брест в числе первых переправился на правый берег. Прикрывая переправу основных сил полка, он участвовал в отражении 7 контратак противника и лично уничтожил более ста гитлеровцев. Когда кончились патроны, Александров взял свой пулемёт как дубину и бросился на врагов. В рукопашной схватке он уничтожил трёх солдат, а остальные поспешно отошли назад.
Через несколько дней, 15 августа 1944 года, ефрейтор Александров пропал без вести в уличных боях в городе Тлущ.
Указом Президиума Верховного Совета СССР от 24 марта 1945 года за образцовое выполнение боевых заданий командования на фронте борьбы с немецко-фашистским захватчиками и проявленные при этом мужество и героизм ефрейтору Александрову Михаилу Ефимовичу посмертно присвоено звание Героя Советского Союза.

## Награды
- Медаль «Золотая Звезда» Героя Советского Союза
- Орден Ленина

## Память
Мемориальная доска М. Е. Александрову установлена на здании школы в Галеевке, где он учился.